# بوب بورتر (ملحن)
بوب بورتر (بالإنجليزية: Bob Porter)‏ هو مقدم برامج إذاعية ومنتج أسطوانات وصحفي وملحن أمريكي، ولد في 20 يونيو 1940.

## وصلات خارجية
- بوب بورتر على موقع ميوزك برينز (الإنجليزية)
- بوب بورتر على موقع أول ميوزيك (الإنجليزية)
- بوب بورتر على موقع ديسكوغز (الإنجليزية)